# 생생가요
박광범의 생생가요는 박광범 아나운서의 진행으로 SBS 러브FM에서 방송되는 트로트 전문 라디오 프로그램이며, 《김정일의 트로트 하이웨이》에서 2006년 11월 6일에 변경된 프로그램이다.
2023년 11월 30일 라디오 부분 개편으로 27년 만에 프로그램이 폐지된다.

## 코너
- 사연&신청곡
- DJ 추천곡
- 이야기가 있는 노래

## 역대 DJ
- 태진아 : 1996년 11월 14일 ~ 2001년 4월 1일
- 김정일 : 2001년 4월 2일 ~ 2003년 10월 12일/2005년 5월 2일 ~ 2006년 4월 30일/2006년 10월 26일 ~ 2022년 5월 1일
- 송영길 : 2003년 10월 13일 ~ 2005년 5월 1일
- 박진선 : 2006년 5월 1일 ~ 2006년 10월 25일
- 유혜영 : 2022년 5월 2일 ~ 2023년 9월 3일
- 박광범 : 2023년 9월 4일 ~  2023년 11월 30일

이들 중 김정일 아나운서는 14년간 생생가요를 진행했다.

## 역대 방송시간
- 1996년 11월 14일 ~ 2005년 5월 1일 : 05:00 ~ 06:00
- 2005년 5월 2일 ~  2023년 11월 30일 : 28:00 ~ 28:55

## 비고
매달 마지막 주 화요일은 더 나은 방송 수신을 위해 SBS 일산 송신소와 관악산 송신소와 이천 중계소, KNN 황령산 송신소와 양산 중계소와 기장/정관 중계소와 불모산 중계소와 장군대산 중계소의 방송장비 점검으로 인한 계획정파로 새벽 2시부터 아침 5시까지 방송되지 않는다. (뮤직토피아, 생생가요)